# Messier 110
Messier 110 (M110 ili NGC 205) je eliptična galaksija u Andromedi.
Ovo je posljednji objekt Messierova kataloga. Charles Messier otkrio ga je 1773. ali nikada ga nije zabilježio i unio u katalog. Galaksiju je u katalog dodao Kenneth Glyn Jones 1966. godine.

## Svojstva
M110 je patuljasta eliptična galaksija i zajedno s M32 satelit Andromedine galaksije. Galaksija ima promjer od 7,900 ly, nalazi se na većoj udaljenosti od Andromede oko 2.5 milijuna godina svjetlosti. Galaksije je neobična u odnosu na ostale eliptične galaktike jer ima oblake prašine i plina kraj središta. Zato se ponekad M110 klasificira kao sferoidna galaksija, a ne kao eliptična galaksija.
Masa M110 je oko 3.6 i 15 milijardi puta veće od mase Sunca.
Unatoč malim dimenzijama, ova galaktika ima sustav od čak 8 dosad poznatih kuglastih skupova. Najsjajniji od njih je G73 čiji je prividni sjaj + 15 magnituda. Moguće ga je promatrati amaterskim teleskopom većim od 450 mm u promjeru.

## Amaterska promatranja
M110 moguće je uočiti kao tamniju, ali veliku mrlju sjeverno od Andromede. Na malim povećanjima moguće je vidjeti sve tri galaktike u istom vidnom polju. Pod tamnim nebom u 200 mm teleskopu M110 je sjajan elipsasti oblak sa sjajnom jezgrom.

## Vanjske poveznice
Skica M110